# رکن‌آباد (الیگودرز)
رکن‌آباد، روستایی از توابع بخش مرکزی شهرستان الیگودرز در استان لرستان ایران است.
این روستا شرقی ترین نقطه استان لرستان از لحاظ مختصات جغرافیایی و مسکونی بودن است.

## مردم
مردم این روستا لرتبار و از ایل بختیاری می باشند که به گویش لری بختیاری سخن می گویند

## جمعیت
این روستا در دهستان بربرود شرقی قرار دارد و براساس سرشماری مرکز آمار ایران در سال ۱۳۸۵، جمعیت آن ۱۵۹ نفر (۴۱خانوار) بوده‌است.